# Morderowicze
Morderowicze – przysiółek wsi Neple w Polsce, położony w województwie lubelskim, w powiecie bialskim, w gminie Terespol. 
W latach 1975–1998 przysiółek należał administracyjnie do województwa bialskopodlaskiego.
W okresie międzywojennym folwark.